# さよならをもう一度 (テレビドラマ)
『さよならをもう一度』はフジテレビ系列で1992年4月15日 - 6月24日に放送されたテレビドラマ。

## あらすじ
外科医の高木修平（石田純一）は6年振りに元恋人の向井響子（秋吉久美子）と再会する。しかし高木には婚約者の岡崎沙織（石田ゆり子）が、向井には夫の朝倉浩一（宅麻伸）がいた…。そしてまもなく、向井の体に腫瘍が見つかってしまい…。
大人の恋の切なさを描く。

## キャスト
- 高木修平：石田純一
- 向井響子：秋吉久美子
- 北山哲夫：石黒賢
- 水野理恵：戸田菜穂
- 渡辺奈津子：五島悦子
- 中川：豊川悦司
- 岡崎健三：高橋悦史
- 岡崎の妻：中原ひとみ
- 土屋直之：長塚京三
- 桜井玲子：宮崎萬純
- 岡崎沙織：石田ゆり子
- 朝倉浩一：宅麻伸
- 山田明郷
- 日埜洋人
- 中丸新将
- ガッツ石松
- 佐戸井けん太
- 川原和久

## 主題歌
- 「瞳のささやき」ローラ・フィジィ

## スタッフ
- 脚本：水橋文美江
- 音楽：かしぶち哲郎
- 企画：山田良明
- プロデュース：清野豊、本間欧彦
- 演出：河毛俊作(1)(2)、本間欧彦(3)(4)、杉山登(5)(8)

## サブタイトル
1. 再会
2. 裏切り
3. 追憶
4. 恋人
5. 対決
6. 愛の嵐
7. 激流
8. 別離
9. 運命の時
10. 愛の逃避行
11. 愛の記憶